# Cascavel (tiểu vùng)
Cascavel là một tiểu vùng thuộc bang Ceará, Brasil. Tiều vùng này có diện tích 2527 km², dân số năm 2007 là 114388 người.